# Tanzbär (Musikautomat)
Der Tanzbär ist ein mechanischer Musikautomat in Form einer selbstspielenden Ziehharmonika mit rein mechanischer Abtastung der Notenrolle.

## Beschaffenheit
Die Notenrolle wird nicht wie etwa bei der Hohner Magic Organa durch ein Aufzieh-Federwerk betrieben, sondern ein Schwungrad wird über den Hebel neben der Tastaturattrappe in Bewegung versetzt und ermöglicht die relativ präzise zeitliche Steuerung der Abtastung der Lochband-Rolle.

## Hersteller
Das Original des seltenen mechanischen Musikinstrumentes wurde von der Firma A. Zuleger in Leipzig in den 1920er Jahren hergestellt.
Mit der Bezeichnung Tanzbär werden auch heute noch Akkordeons als Musikautomaten hergestellt, die jedoch meist anstatt der Notenrollen elektronische Speicherkarten zur Steuerung verwenden. Sie werden mit unterschiedlichen Techniken von einigen Herstellern wie Blüml, Hofbauer und Watterott (Thüringer Musikantenschmiede) gebaut.